# Вторинне квантування
Втори́нне квантува́ння — процедура переходу від класичної механіки до квантової з врахування квантовості не тільки частинок, а й полів.
При вторинному квантуванні як частинки, так і поля описуються функціями-операторами, що діють на певний нульовий стан системи, широко використовується формалізм операторів народження і знищення. Ці оператори визначені в особливому абстрактному лінійному просторі, який називається простором Фока.
Врахування квантової природи полів, зокрема електромагнітного, дозволяє, зокрема, пояснити явища спонтанного і вимушеного випромінювання, природну ширину спектральних ліній тощо.

## Квантування полів
Фізичні поля, зокрема, електромагнітне поле, описуються хвильовими рівняннями. Спектр нормальних мод цих рівнянь взагалі неперервний, однак його можна дискретизувати, накладаючи періодичні граничні умови в об'ємі, розміри якого набагато перевищують розміри досліджуваних систем. Функцію Лагранжа для поля можна записати через нормальні моди у вигляді
{\displaystyle {\mathcal {L}}={\frac {1}{2}}\sum _{k}\hbar \omega _{k}({\dot {a}}_{k}^{2}-\omega _{k}^{2}a_{k}^{2})},
де {\displaystyle \omega _{k}=E_{k}/\hbar }, {\displaystyle \hbar } — зведена стала Планка, {\displaystyle E_{k}} — енергія нормальної моди, {\displaystyle a_{k}} — амплітуда нормальної моди. Нормований власний вектор нормальної моди — {\displaystyle \mathbf {f} _{k}(\mathbf {r} )}.
Таким чином, функція Лагранжа зводиться до суми функцій Лагранжа окремих класичних гармонічних осциляторів. Перехід від класичних осциляторів до квантових проводиться за процедурою, описаною в статті гармонічний осцилятор. Як наслідок, гамільтоніан квантової системи набирає вигляду
{\displaystyle {\hat {H}}=\sum _{k}\hbar \omega _{k}\left({\hat {a}}_{k}^{\dagger }{\hat {a}}+{\frac {1}{2}}\right)}.
Як і будь-який квантовий осцилятор, квантоване поле характеризується нульовими коливаннями. Стан із найнижчою енергією позначається {\displaystyle |0\rangle } і називається нульовим станом. Відповідна йому енергія
{\displaystyle E_{0}={\frac {1}{2}}\sum _{k}\hbar \omega _{k}}.
При дії оператора народження на нульовий стан утворюється частинка з енергією {\displaystyle \hbar \omega _{k}}. Оскільки оператори народження і знищення таких частинок задовільняють комутаційним співвідношенням, характерним для квантового осцилятора
{\displaystyle [{\hat {a}}_{k},{\hat {a}}_{k^{\prime }}^{\dagger }]=\delta _{k,k^{\prime }}},
то такі частинки є бозонами. Повторна дія оператора {\displaystyle {\hat {a}}_{k}^{\dagger }} на стан {\displaystyle {\hat {a}}_{k}^{\dagger }|0\rangle } дає стан із двома однаковими бозонами. Продовжуючи, можна отримати стан із будь-яким числом бозонів. Кількість бозонів у квантованому полі відповідає амплітуді класичного поля — чим сильніше поле — тим більше бозонів.
Оператор поля в просторі Фока записується в загальному випадку як суперпозиція всіх можливих станів:
{\displaystyle {\hat {\mathbf {f} }}(\mathbf {r} ,t)=\sum _{k}\mathbf {f} _{k}(\mathbf {r} )\sum _{n_{k}}\alpha _{n_{k}}(t)({\hat {a}}_{k}^{\dagger })^{n_{k}}},
де {\displaystyle \alpha _{n_{k}}(t)} — комплексна функція, що задає амплітуду ймовірності існування n бозонів, що відповідають k-ій класичній нормальній моді.

## Вторинне квантування ферміонів
Для вторинного квантування ферміонів, наприклад, електронів, потрібно перейти від опису із використанням хвильових функцій до опису з використанням відповідних функцій-операторів. Ферміони описуються хвильовими рівняннями квантової механіки, наприклад, рівнянням Дірака або рівнянням Шредінгера. Знаючи спектр відповідних гамільтоніанів та власні функції {\displaystyle \varphi _{n}(\mathbf {r} )}, можна записати власні хвильові функції у просторі Фока у вигляді
{\displaystyle \psi _{n}=\varphi _{n}(\mathbf {r} ){\hat {a}}_{n}^{\dagger }|0\rangle },
де {\displaystyle a_{n}^{\dagger }} — оператор народження відповідного стану. Загалом, будь-яка хвильова функція змішаного стану
{\displaystyle \psi (t,\mathbf {r} )=\sum _{n}\alpha _{n}(t)\varphi _{n}(\mathbf {r} ){\hat {a}}_{n}^{\dagger }|0\rangle },
де {\displaystyle \alpha _{n}(t)} — комплексні функції часу. У випадку стаціонарних станів {\displaystyle \alpha _{n}(t)=\alpha _{n0}e^{i\omega _{k}t}}
Вводячи оператор
{\displaystyle {\hat {\psi }}(t,\mathbf {r} )=\sum _{n}\alpha _{n}(t)\varphi _{n}(\mathbf {r} ){\hat {a}}_{n}^{\dagger }},
хвильову функцію можна записати як
{\displaystyle \psi (t,\mathbf {r} )={\hat {\psi }}(t,\mathbf {r} )|0\rangle }.
Оператор {\displaystyle {\hat {\psi }}(t,\mathbf {r} )\,} і є способом опису квантової системи у просторі Фока.